# نجم خشن
نجم خشن (الاسم العلمي:Aster scaber) هو نوع غير مؤكد من النباتات يتبع جنس النجم من الفصيلة النجمية.